# موتوکی تاکاهارا
موتوکی تاکاهارا (ژاپنی: 高原 幹؛ زادهٔ ۲۸ مهٔ ۱۹۹۳) یک بازیکن فوتبال اهل ژاپن است.
از باشگاه‌هایی که در آن بازی کرده‌است می‌توان به باشگاه فوتبال ناگویا گرامپوس اشاره کرد.